# Iris Mountbatten
Lady Iris Mountbatten (13 janvier 1920 - 1er septembre 1982) est une actrice et mannequin anglaise et membre de la famille Battenberg / Mountbatten. Elle est la plus jeune arrière-petite-fille de la reine Victoria. Elle est également une nièce de la reine Victoria Eugénie d'Espagne.

## Famille et jeunesse
Lady Iris Mountbatten est née au palais de Kensington, à Londres, le 13 janvier 1920, fille unique d'Alexander Mountbatten, 1er marquis de Carisbrooke, aîné de trois fils et d'une fille de la princesse Beatrice et d'Henri de Battenberg . Sa mère, la marquise de Carisbrooke est née Lady Irene Frances Adza Denison (4 juillet 1890 - 16 juillet 1956), fille unique de William Francis Henry Denison, 2e comte de Londesborough et Lady Grace Adelaide Fane (3 octobre 1860 - 13 juin 1933), fille de Francis Fane (12e comte de Westmorland).
La seule sœur de Lord Carisbrooke, Victoire-Eugénie de Battenberg, est la reine consort du roi Alphonse XIII d'Espagne, faisant ainsi de Lady Iris une cousine germaine de l'infant Juan, comte de Barcelone, grand-père de l'actuel roi Felipe VI. Lady Carisbrooke a deux frères dont un seul, Hugo William Cecil Denison, 4e et dernier comte de Londesborough, est marié. Lui et sa femme ont un enfant, la seule cousine germaine maternelle d'Iris, Lady Zinnia Rosemary Denison (25 novembre 1937 - 13 juillet 1997), passionnée d'équitation et maître de la Whaddon Chase Hunt 1982–84. 'The Lady Zinnia Judd Challenge Trophy' nommé en sa mémoire, est présenté dans le championnat Hunter pour le 'Best Hunter in Show' au Royal Windsor Horse Show.
Le 29 novembre 1934, Iris est demoiselle d'honneur au mariage de ses cousins, la princesse Marina de Grèce et du Danemark et le prince George, duc de Kent. Le 4 septembre 1935, à l'église St. Oswald, Blankney, Lincolnshire, elle est demoiselle d'honneur au mariage de son oncle Lord Londesborough avec Marigold Rosemary Joyce Lubbock (15 mai 1903 - 15 mai 1976). Le 12 mai 1937, lors de leur couronnement, Iris est l'une des six porteurs de traine de la reine Elizabeth, épouse de son cousin le roi George VI .
Elle assiste à une variété d'événements royaux et aristocratiques dans sa jeunesse, étant une débutante bien connue et très photographiée. Pendant la Seconde Guerre mondiale elle travaille comme aide-soignante, puis déménage aux États-Unis, où elle enseigne la danse . Elle devient actrice et mannequin, apparaissant comme hôtesse pour une émission télévisée en direct pour enfants Versatile Varieties (CBS Television, 1951), qui met en vedette les actrices Eva Marie Saint et Edie Adams ,. Elle est également apparue approuvant Pond's Creams  et Warrens Mint Cocktail Gum.

## Mariages
Lady Iris se marie trois fois. Le 29 janvier 1941, Lady Iris reçoit l'autorisation du roi George VI pour épouser le capitaine (plus tard major) Hamilton Joseph Keyes O'Malley (après des fiancailles officiellement annoncées dans le Times le 18 janvier 1941). Ils se marient le 15 février 1941 (en privé, pour satisfaire la foi du marié) à l'église St Paul's RC, Haywards Heath, Sussex de l'Ouest, mais se marient ensuite dans les rites de l'Église d'Angleterre à la paroisse St. Mary's CE à Balcombe, Sussex de l'Ouest. Ils divorcent le 24 septembre 1946. Lady Iris revient officiellement à son nom de jeune fille de Mountbatten le 7 janvier 1949. Ils n'ont pas d'enfants.
Le 5 mai 1957, à Pound Ridge, New York, elle épouse Michael Neely Bryan (9 août 1916 - 20 août 1972), fils de James R. Bryan et Laura A. Neely, un musicien de jazz américain. Ils divorcent quelques mois plus tard, en 1957. Lady Iris a un enfant, Robin Alexander Bryan (né en 1957), de son deuxième mariage.
Le 11 décembre 1965, elle épouse William Alexander Kemp (10 juillet 1921 - 12 décembre 1991), fils de Clarence Arthur Kemp et Helen Janet Ballantyne, acteur et présentateur canadien ,.
Lady Iris est décédée le 1er septembre 1982 à l'hôpital Wellesley, Toronto, Ontario, Canada  d'une tumeur au cerveau. Ses cendres sont transportées sur l'île de Wight pour être enterrées dans la chapelle Battenberg, à l'église St. Mildred, Whippingham.